# Justin Martin
Justin Martin é um Ator, Rapper e Cantor nascido em 17 de Maio de 1994. Justin começou a carreira tocando piano em 2001 aos 7 anos de idade. Seu ultimo trabalho foi em High School Musical 3.

## Infancia
Justin Martin nasceu em 17 de Maio de 1994 em San Diego na California.Em 2001 aprendeu a tocar instrumentos e atualmente atua em High School Musical.

## Filmografia
- 2004 : Malcolm in the Middle : Pete
- 2004 : The Bernie Mac Show
- 2006 : The Last Adam : jeune Brian Jones
- 2007 : Cold Case : Affaires classées : Shemar Reynolds '07
- 2008 : High School Musical 3 : Donny Dion
- 2009 : The Soloist